# Rico Rodriguez (skådespelare)
Rico Rodriguez, född 31 juli 1998 i College Station, Texas, är en amerikansk skådespelare. Han är troligtvis mest känd för sin roll som Manny Delgado i komediserien Modern Family. Han är lillebror till Raini Rodriguez. Han är av mexikansk-amerikansk härkomst.

## Filmografi

### Filmer
- 2006 – Los Tamales (kortfilm)
- 2006 – Parker (kortfilm)
- 2007 – Epic Movie
- 2009 – Opposite Day
- 2009 – The No Sit List
- 2011 – Philippe's Sandwich (kortfilm)

### TV-serier
- 2007 - Cityakuten (1 avsnitt)
- 2007 - 'Til Death (1 avsnitt)
- 2007 - Cory in the House (2 avsnitt)
- 2007 - iCarly (1 avsnitt)
- 2007 - Nip/Tuck (1 avsnitt)
- 2008 - My Name Is Earl (1 avsnitt)
- 2009 - NCIS (1 avsnitt)
- 2009 - 2020 - Modern Family (142 avsnitt)
- 2011 - The 3 Minute Talk Show (? avsnitt)